# Thomas Marsham
Thomas Marsham (* um 1748; † 26. November 1819 in London) war ein britischer Entomologe und einer der Gründer der Linnean Society of London.

## Leben und Wirken
Marsham wurde am 19. Februar 1748 in der Kirche St Saviour’s von Southwark getauft. Er ist ein Sohn des Tuchhändlers Thomas Marsham († 1750) und dessen Frau Mary, geborene Hughes. Marsham war Sekretär der West India Dock Company. Während der Napoleonischen Kriege war er seit 1802 Offizier der Heimwehr (Home Guard).
1788 gründete Marsham mit Samuel Goodenough und James Edward Smith die Linnean Society of London. Vom 26. Februar 1788 bis zum 24. Mai 1798 war er deren erste Sekretär. Anschließend war er, als Nachfolger von Goodenough, bis zum 24. Mai 1816 Schatzmeister der Gesellschaft.
Sein Hauptwerk ist die Entomologia Britannica, von der 1802 nur der erste Band über Käfer (Coleoptera) erschien, der 1307 Arten aufzählt. Das Buch benutzt das Linnésche System.

## Schriften (Auswahl)
Transactions of the Linnean Society
- Observations on the Phalaena lubricipeda of Linnaeus and some other moths allied to it. In: Transactions of the Linnean Society. Band 1, 1791, S. 67–75 (Digitalisat).
- Observations on the Oeconomy of the Ichneumon Manisestator Linn. In: Transactions of the Linnean Society. Band 3, 1797, S. 23–31 (Digitalisat).
- Observations on the Insects that infested the Corn in the Year 1795. In: Transactions of the Linnean Society. Band 3, 1797, S. 242–251 (Digitalisat).
- Further Observations on the Wheat Insect. In: Transactions of the Linnean Society. Band 4, 1798, S. 224–229 (Digitalisat).
- Observations on the Curculio Trifolii, or Clover Weevil, small Insect which infests the Heads of the cultivated Clover, and destroys the Seed. In: Transactions of the Linnean Society. Band 6, 1802, S. 142–146 (Digitalisat). – mit William Markwick (1739–1812).
- Description of Notoclea, a new genus of Coleopterous insects from New Holland. In: Transactions of the Linnean Society of London. Band 9, 1808, S. 283–295 (Digitalisat).
- Some account of an insect of the genus Buprestis, taken alive out of wood composing a desk, which had been made above twenty years. In: Transactions of the Linnean Society of London. Band 10, 1811, S. 399–403 (Digitalisat).

Andere
- System of Entomology. In: George Selby Howard (Hrsg.): The new royal encyclopaedia; or, complete modern dictionary of arts and sciences, on an improved plan. Band 2, London 1788 (Digitalisat) – eine Tafel mit 58 Abbildungen.
  - Separatdruck 1796
- Entomologia Britannica, sistens Insecta Britanniae indigena secundum Linneum deposita. Coleoptera. London 1802  (Digitalisat).

## Nachweise